# Catch Wrestling Association
La Catch Wrestlng Association o CWA fu una federazione di wrestling austriaca con base a Graz, attiva tra il 1973 ed il 2000.

## Storia
La federazione nacque nel 1973 ad opera del wrestler ed ex pugile austriaco "Big" Otto Wanz e divenne, con gli anni, una colonna portante del pro wrestling europeo.
La compagnia, sotto l'egida del carismatico Wanz, raggiunse l'apice del suo successo durante gli anni ottanta, che la videro annoverare tra le sue file wrestler del calibro di Chris Benoit, Sgt. Slaughter, Owen Hart, Lance Storm, Rhyno, Chris Jericho e Fit Finlay.
Con gli anni novanta, sull'onda del ritiro dal wrestling attivo di Otto Wanz, inizia la parabola discendente della federazione tedesca che culmina, nel 2000, con il fallimento.

## Presente
Oggi la CWA, sempre con alle redini Wanz, organizza svariate competizioni di Strongest Man sul territorio austriaco.

## Lista degli CWA alumni
- Chris Benoit[1]
- Ludvig Borga (Tony Halme)
- Robbie Brookside (Robert Brooks)
- Duke Droese/Marshall Duke (Mike Droese)
- Dave "Fit" Finlay[1]
- Tatsumi Fujinami
- John Hawk (John Layfield)
- Ulf Herman (Ulf Nadrowski)
- Barry Horowitz
- Don Leo Jonathan (Don Heaton)
- Marty Jones
- Owen Hart
- Mamdouh Farrag
- Texas Scott (Scott Hall)
- Takayuki Iizuka
- Fuji Yamaha (Michiyoshi Ohara)
- Kendo Sasaki (Kensuke Sasaki)
- Tony St. Clair
- Franz Schumann
- Viktor Krüger
- Hercules Boyd
- Jean-Pierre Lafitte/Carl Wallace (Carl Ouellet)[1]
- Chris Jericho (Chris Irvine)
- Joe E. Legend (Joe Hitchen)
- Bob Orton Jr.
- Rhino Richards (Terry Gerin)
- Road Warrior Hawk (Michael Hegstrand)
- Paul Roma (Paul Centopani)
- Lance Storm (Lance Evers)
- Hiro Yamamoto (Hiroyoshi Yamamoto)
- Bull Power (Leon White)[1]
- Otto Wanz[1]
- Ultimate Warrior (Warrior)
- Papa Shango (Charles Wright)
- Dave Morgan
- Larry Cameron[2]
- Shinya Hashimoto
- Giant Haystacks
- Akira Nogami
- Joe-Joe Lee (Satoshi Kojima)
- Kendo Kashin (Tokimitsu Ishizawa)
- Buffalo Peterson/Heavy Metal Buffalo/Maxx Payne (Darryl Peterson)
- The Warlord (Terry Szopinski)
- Rambo (Luc Poirier)
- Mad Bull Buster (Anthony Durante)
- Osamu Nishimura
- David Taylor
- Cannonball Grizzly (Paul Neu)
- Ice Train (Harold Hogue)
- The Great Kokina (Rodney Anoa'i)
- Jushin Thunder Liger (Keiichi Yamada)
- Shaun Koen
- Mile Zrno[3]
- Flyin' Scorpio/2 Cold Scorpio (Charles Scaggs)
- Salvatore Bellomo
- Steve Wright
- Eddie Steinblock
- Drew McDonald
- Karsten Kretschmer
- Christian Eckstein
- Devil Knight (Justin Walker)
- Colonel Brodey (Shaun Arnott)
- Joe Mackenzie
- Klaus Kauroff
- August Smisl
- Bruiser Mastino (Mike Halac)
- Robert Fasser
- Steve Regal (Darren Matthews)
- Rip Rogers
- Derrick Dukes
- Moondog Rex[4]
- Boston Blacky
- Kato Gypsy
- The Barbarian
- Kib A.B.
- Joe Cruz
- Bastion Booger
- Dan Collins[5]
- Michael Kovac
- Tiger Mike (Mike Lozansky)[6]
- Rico de Cuba
- Mark Mercedes[7]
- Billy Boy Wilcox

## Titoli
- CWA World Heavyweight Championship [8]
- CWA Intercontinental Heavyweight Championship[9]
- CWA Submission Shootfighting Championship[senza fonte]
- CWA British Commonwealth Championship
- CWA German Championship
- CWA World Junior Heavyweight Championship[10]
- CWA World Middleweight Championship[11]
- CWA World Tag Team Championship[12]